# Rusalka (opera)
 For alternative betydninger, se Rusalka. (Se også artikler, som begynder med Rusalka)
Rusalka er en opera i tre akter af Antonín Dvořák.
Librettoen, der bygger på eventyr-motiver fra bl.a. Friedrich de la Motte Fouqués Undine og H.C. Andersens Den lille Havfrue, er skrevet af Jaroslav Kvapil.
Operaen blev uropført på Nationalteatret i Prag i 1901.
Operaen handler om Rusalka, der er en nymfe, som forelsker sig ulykkeligt i en prins. Det mest kendte musikstykke fra operaen er Sangen til månen.
Arien er en favorit blandt danskere. Ved DR P2's Klassisk Top 50 for opera i 2016 blev Sangen til månen nummer 1.

## Dramatis personae
- Rusalka, en skovnymfe (sopran)
- Prinsen (tenor)
- Fyrstinden (sopran)
- Ånden i vandet (bas)
- Heksen (mezzosopran)